# Acutandra degeerii
Acutandra degeerii là một loài bọ cánh cứng trong họ Cerambycidae.